# ارزش شاخص
ارزش شاخص (به انگلیسی: Indicator value) اصطلاحی است که در بوم‌شناسی برای دو شاخص مختلف به کار رفته‌است. استفاده قدیمی‌تر از این اصطلاح به مقادیر شاخص النبرگ اشاره دارد که بر اساس یک طبقه‌بندی ترتیبی ساده گیاهان بر اساس موقعیت کنام بوم‌شناختی تحقق‌یافته آنها در امتداد یک شیب محیطی است. اخیراً، این اصطلاح برای اشاره به مقدار شاخص Dufrêne & Legendre نیز استفاده شده‌است، که یک شاخص کمی است که اتحاد آماری یک گونه را با هر یک از طبقه‌ها در طبقه‌بندی جایگاه‌ها اندازه‌گیری می‌کند.